# Occhi tristi (Santi Francesi)
Occhi tristi è un singolo del duo musicale italiano Santi Francesi, pubblicato il 1º dicembre 2023.
Il brano venne presentato in concorso a Sanremo Giovani 2023, piazzandosi tra i primi tre classificati e permettendo al duo di competere al Festival di Sanremo 2024.

## Descrizione
Il brano, scritto da Alessandro De Santis e Cecilia Del Bono, è prodotto dallo stesso duo musicale con Antonio Filippelli.

## Video musicale
Il video musicale è stato pubblicato in concomitanza all'uscita del brano attraverso il canale YouTube del duo.

## Tracce
Testi di Alessandro De Santis, Cecilia Del Bono, musiche di Mario Lorenzo Francese e Antonio Filippelli.
1. Occhi tristi – 3:01